# Варваринка (Липецька область)
Варваринка (рос. Варваринка) — село у Липецькому районі Липецької області Російської Федерації.
Населення становить 53  особи. Належить до муніципального утворення Лубновська сільрада.

## Історія
З 13 червня 1934 до 1954 року у складі Воронезької області. Відтак входить до складу Липецької області.
Згідно із законом від 2 липня 2004 року №114-оз органом місцевого самоврядування є Лубновська сільрада.

## Населення
| 2010 | 2012 |
| ---- | ---- |
| 53   | →53  |